# Gasherbrum III
Gasherbrum III (tiếng Urdu: گاشر برم -3; tiếng Trung giản thể 加舒尔布鲁木III峰), được khảo sát là K3a, là một đỉnh núi nằm trong khối núi Gasherbrum của Baltoro Muztagh, một phân nhóm của Karakoram trên biên giới giữa Tân Cương, Trung Quốc và Gilgit-Baltistan, Pakistan. Nó nằm giữa Gasherbrum II và IV.
Gasherbrum III không đáp ứng được điểm cắt địa hình nổi bật 500 mét để trở thành một ngọn núi độc lập; do đó, nó có thể được coi là một phần phụ của Gasherbrum II.
Vào năm 1975, một nhóm leo núi người Ba Lan Wanda Rutkiewicz, Alison Chadwick-Onyszkiewicz, Janusz Onyszkiewicz và Krzysztof Zdzit đã lên tới đỉnh ngọn núi.